# 柳井平八
柳井 平八（やない へいはち、1888年（明治21年）8月22日- 1945年（昭和20年）2月15日）は、大日本帝国の陸軍省建築技師。最終階級は高等官一等。靖国神社『遊就館』や陸軍大臣宇垣一成邸、閑院宮載仁親王別邸の設計をした。岡山県井原市出身。

## 経歴

### 生い立ち
1888年（明治21年）8月22日、岡山県小田郡堺村（現：井原市）の柳井儀三郎の次男として出生。この後、備中成羽藩士である柳井勝太郎の長女・志保と結婚する。1902年（明治35年）地元に近い旧制岡山県立高梁中学（現：岡山県立高梁高等学校）へ入学。同期には、同志社大学教授になる中島重や俳優の加藤精一がおり、先輩には、藤岡郊二がいた。特に、藤岡郊二は、後に陸軍省で柳井の上司となる薬師寺主計の第六高等学校・東大時代の友人であり、藤岡郊二邸は薬師寺によるアール・デコ建築が取り入れられており、柳井の建築にも影響を与えることになる。
1907年（明治40年）高梁中学を卒業を経て、東京高等工業学校（現：東京科学大学）建築科の第一期生として入学。1910年（明治43年）7月、同校を21歳で卒業した。

### 陸軍省へ入省後
卒業後、同年、陸軍第一師団経理部営繕課へ入省する。1913年（大正2年）第一師団経理部の千葉県千葉郡にある派出所へ異動となる。その後、1915年（大正4年）技官に昇官し青森県弘前市にある陸軍第八師団経理部、1917年（大正6年）台湾総督府陸軍経理部を経て、1921年（大正10年）4年間の台湾駐在から元いた第一師団経理部へ帰団する。そして、陸軍経理学校教官を務めていた薬師寺主計と出会う。
柳井は、薬師寺の部下として、第一合同銀行倉敷支店の建設等を手伝う。薬師寺は日本におけるアール・デコ建築の第一人者として知られ、薬師寺の指示の元、アール・デコ建築技術を身につけていった。1924年、薬師寺と同じく陸軍震災善後委員として関東大震災の復興にあたった。1925年（大正14年）、約1年間、建造物の視察のため、欧米10カ国を訪問した。1926年、上司の薬師寺が陸軍を退官し、藤岡郊二のいる倉敷紡績へ就職することになる。
それと同時に、1926年（大正15年）、柳井が38歳のとき、陸軍省東京経理部となり本省所属となる。その後、1930年（昭和5年）に神奈川県箱根町で閑院宮載仁親王別邸をアール・デコ建築で建設したのを皮切りに、1931年（昭和6年）、靖国神社境内に国防思想の普及のため、日本陸海軍の武器陳列所として、『遊就館』（現：登録有形文化財）を伊東忠太、内藤太郎と共に設計する。このとき神社境内の和様建築と違和感が無いように和洋折衷の設計とした。また、1933年（昭和8年）同じ靖国境内に日本刀の鍛錬・技術保護のために日本刀鍛錬場を建設（現：茶室『行雲亭』）した。
前述の靖国神社境内の建物を建築の最中、1932年（昭和7年）には、陸軍大将・軍事参議官兼教育総監である渡辺錠太郎の邸宅の設計を請け負い建設する。この渡辺錠太郎邸は後に、二・二六事件の舞台となり、1936年（昭和11年）2月26日午前6時頃、渡辺錠太郎は娘（渡辺和子：後の岡山ノートルダム清心学園理事長）の前で安田優少尉によって射殺された。
その後、軍人優位な軍隊で、柳井は陸軍技師として、異例の出世をする。最終階位は、高等官一等（陸軍中将）であり敬称は閣下であった。
1942年（昭和17年）1月14日勲二等瑞宝章を授与される。この他にも、勲一等瑞宝章、勲二等旭日重光章を授与される。終戦間際の1945年（昭和20年）2月15日、東京都杉並区で死去。享年56歳だった。

### 杉並区有形文化財として
柳井の残した資料は、遺族により杉並区立郷土博物館へ寄贈された。その後、2024年（令和6年）2月6日に杉並区有形文化財に指定されている。また、それを記念して、杉並区立郷土博物館では、「すぎなみコレクション」として、陸軍技師・柳井平八の遺品を2025年（令和7年）1月12日まで公開している。

## 代表建築物
- 1930年：閑院宮載仁親王別邸（設計：柳井、施工：松村組）[20]
- 1931年：靖国神社・遊就館（施工：銭高組）[21]

遊就館（明治・昭和）の建築比較
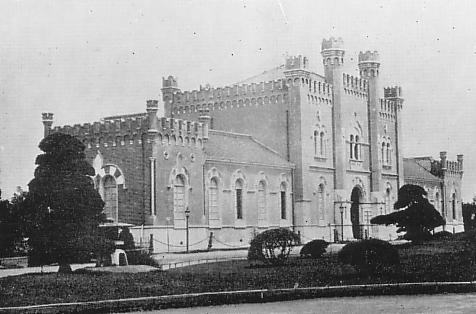
明治初代遊就館（関東大震災で倒壊） 神社境内にあったイタリア古城建築
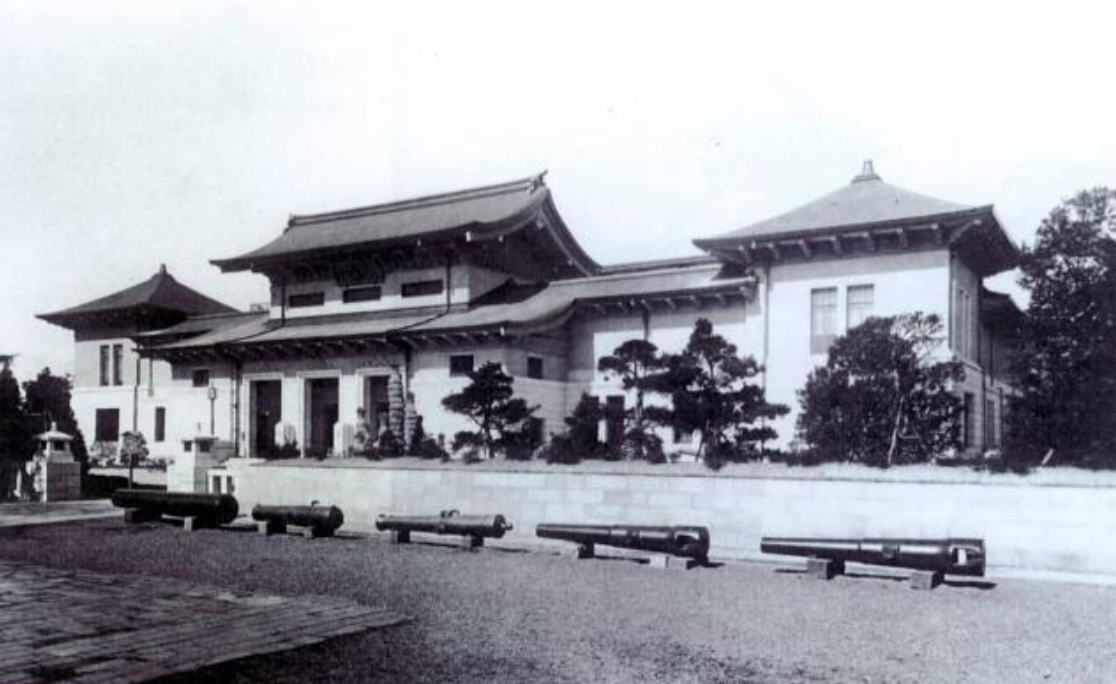
昭和再建 3代目遊就館 全景 （設計：伊東・内藤・柳井） 神社の和様建築に調和した様式
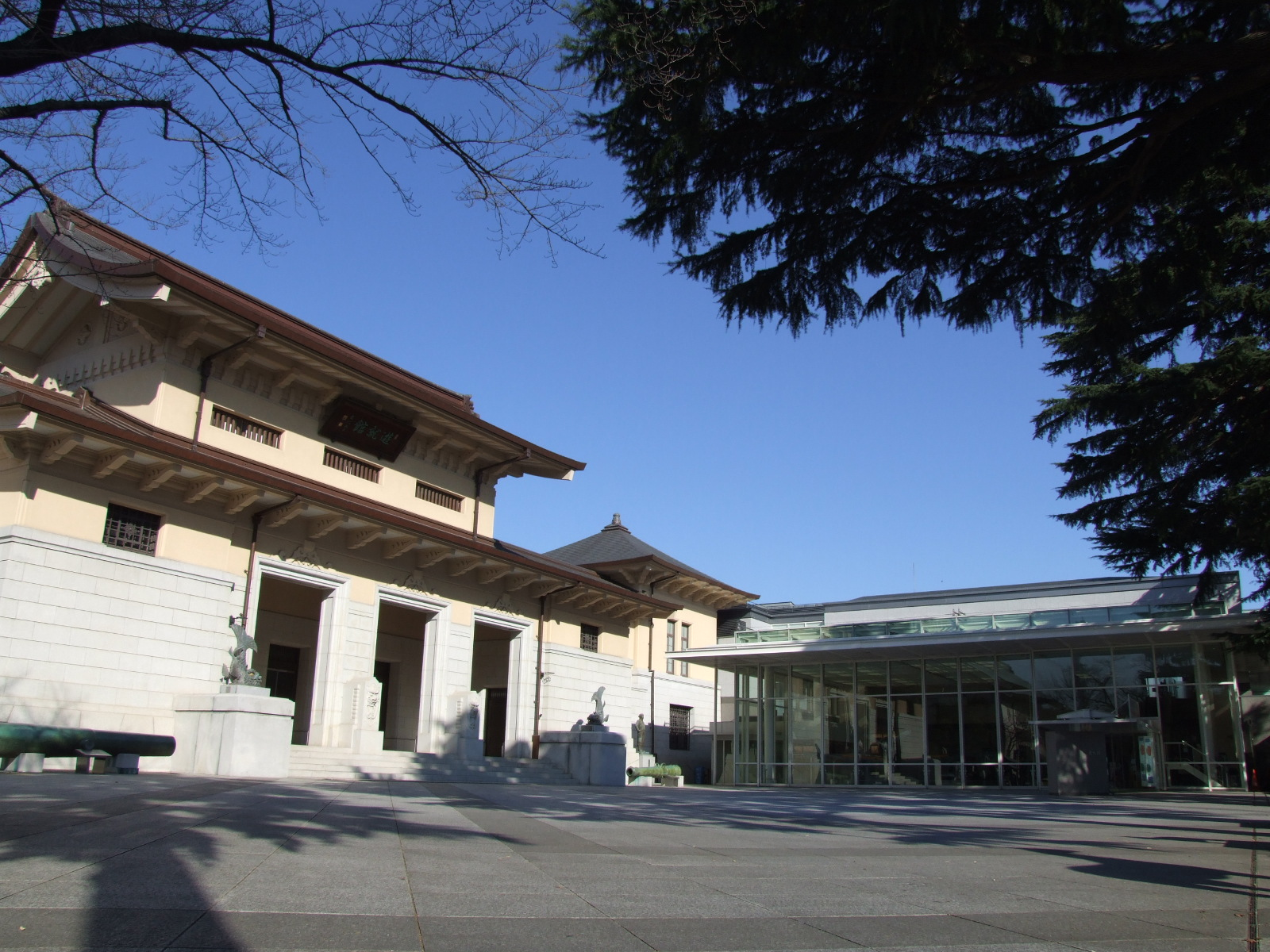
3代目遊就館（本館） 現在は新館が併設されている

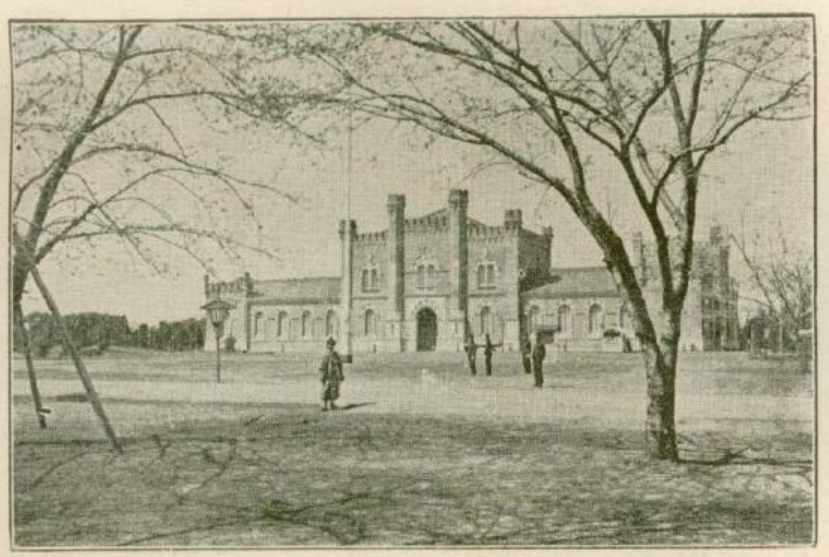
初代遊就館（関東大震災で倒壊）全景
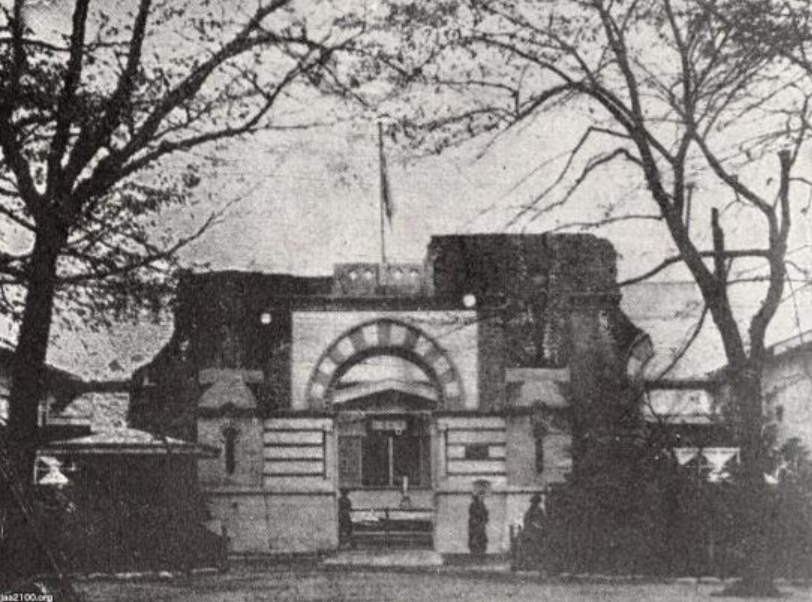
2代目遊就館 1927年（昭和2年）建築
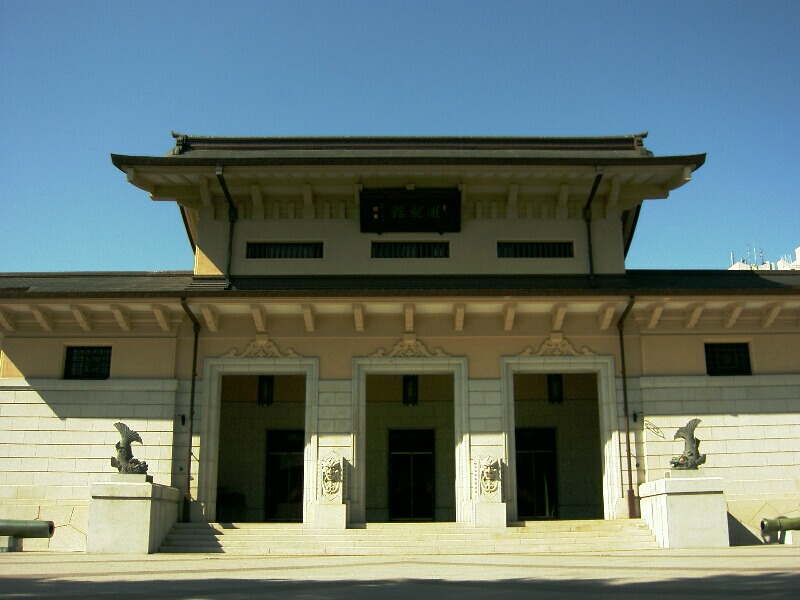
3代目遊就館 正面 （設計：伊東・内藤・柳井）

- 1932年：陸軍大将・渡辺錠太郎邸（設計：柳井、施工：藤木工務店）[22]

- 1932年：陸軍大臣・宇垣一成邸（設計：柳井、施工：藤木工務店）[23]
- 1933年：靖国神社・日本刀鍛錬場（現：茶室『行雲亭』、設計：内藤・柳井）[24]

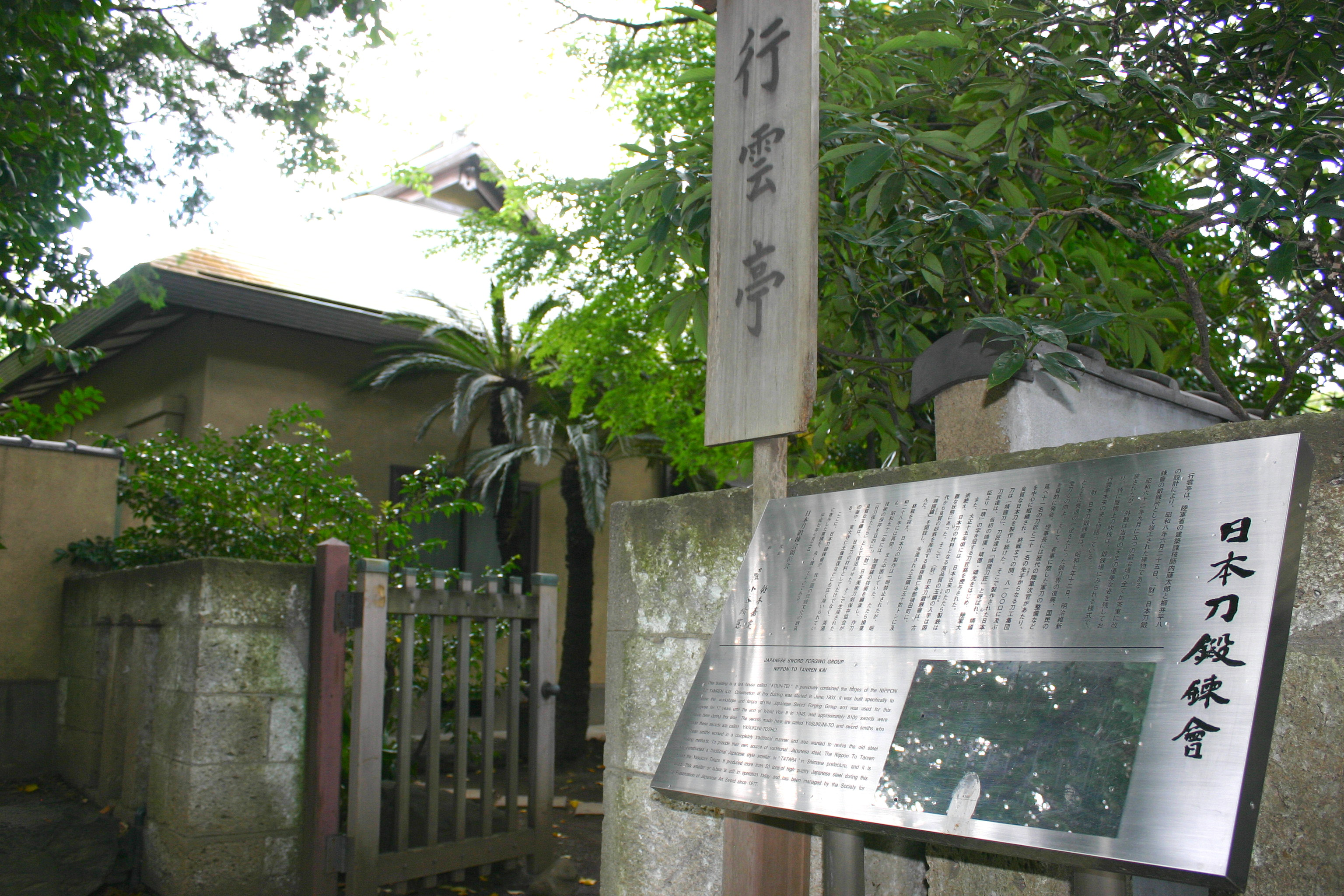
現在は裏千家の教室が催されている

- 1934年：靖国神社・靖国会館（設計：内藤・柳井、施工：藤木工務店）[25][26]

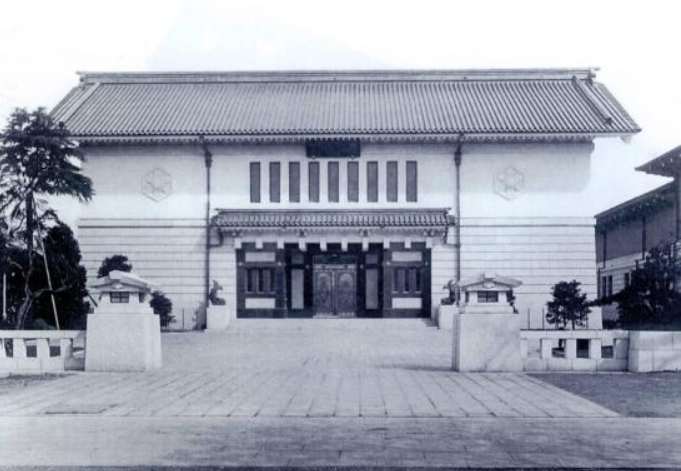
建設時の国防館（現：靖国会館）

## 家族
- 父親 - 柳井儀三郎[2][3]
- 妻 - 志保（1896年生）備中成羽藩士である柳井勝太郎の長女[2]。
- 子供 - 菊枝（長女：1909年生）山脇高等女学校卒。上海在住の清水史郎へ嫁ぐ[3]。
- 子供 - 富子（次女：1911年生）東京府立第五高等女学校卒[3]。
- 子供 - 斌（長男：1913年生）福井高等工業学校（現：福井大学）卒。陸軍技術少佐。妻あいは、日本画家の川﨑小虎の娘[13]。
- 子供 - 至（次男：1923年生）[2]
- 他2女[5]